# Losari Lor (Losari, Brebes)
Losari Lor is een bestuurslaag in het regentschap Brebes van de provincie Midden-Java, Indonesië. Losari Lor telt 5953 inwoners (volkstelling 2010).